# Rayman 3: Hoodlum Havoc
Rayman 3: Hoodlum Havoc —  видеоигра, выпущенная в 2003 году. Третья по счёту игра, продолжающая развитие оригинальной истории. Она была разработана французским отделением студии Ubisoft под руководством геймдизайнера Мишеля Жанода.
Первые две части, очень хорошо принятые игроками, имели больший успех, чем Rayman 3, из-за недостаточной раскрутки нового проекта перед выходом в продажу. В игре много отсылок к культуре 60-х годов.
Все имена персонажей и названия локаций соответствуют официальной локализации от компании «Бука».

## Сюжет
Всё действие игры происходит в так называемом «Перекрёстке грёз» и их странах-мирах.
Андрэ — лидер Злумов, является люмом, выросшим злым и невоспитанным. Однажды ночью он превращает Красных (добрых) люмов в Злумов, создав из них свою армию. Во время этого инцидента, Мёрфи, один из работников Совета Фей, обнаруживает Андрэ. Он находит Мёрфи, прятавшимся под грибом и гонится за ним. Мёрфи сталкивается с Рэйманом и Глобоксом, мирно спящими на небольшой полянке. Он поднимает суматоху, Глобокс просыпается и они пытаются унести в безопасное место вялого и сонного протагониста. В ходе этого процесса Глобокс случайного выдёргивает руки Рэймана, вынудив Мёрфи поднять того за волосы и увести его самостоятельно. В попытке спастись, Глобокс убегает от опасности с руками Рэймана.
Со временем все больше и больше Злумов вторгаются в лес. Дойдя до входа в Совет, Рэйман и Мёрфи обнаруживают Глобокса, спрятавшегося в бочке сливового сока. Рэйман получает обратно свои руки (опять получив способность аккумулировать и кидать во врагов сгустки энергии), ну а Глобокс, опять испугавшись, убегает внутрь здания Совета Фей, проломив дверь: за ним гонятся Андрэ и двое его подручных. В конце концов, Рэйман и Мёрфи узнают зловещий план Андрэ: он хотел осквернить Сердце Мира с тем намерением, чтобы заново воссоздать эту энергию, но обратить её в армию Чёрных Люмов. Несмотря на это, парочка продолжает погоню, но подоспевший Глобокс случайно проглатывает пролетавшего мимо Андрэ. Теперь монахи-смотрители Сердца Мира поручают Рэйману найти врача, чтобы избавиться от Андрэ, сидящего в животе Глобокса.
По пути, Рэйман встречается с тремя «врачами».. Отто Пси (стереотипный врач, лечит, имитируя игру на гитаре), Ромео Патти (хиппи, который лечит, играя на животе Глобокса, как на барабане) и Гонзо (мастером восточной медицины, в дальнейшем проявившая дирижёрские способности). Поскольку все три врача потерпели крах при самостоятельном очищении Глобокса от Андрэ, им удаётся избавиться от него только после некоторой коллективной работы. Но злодею удается улизнуть и, до сих пор не стесняясь своих планов мирового господства, объединиться с Рефлюксом, колдуном-воином и шаманом племени кнааров, с которым Рэйман сражался в поединке, чтобы доказать свою ценность в расе кнааров и остаться в живых. Оставшись без власти, Рефлюкс отчаивается и хочет избавиться от Рэймана, поэтому решает объединиться со Злумом.
В окончательном поединке, Рэйман побеждает, уничтожая Рефлюкса (который слился с богом кнааров Лептисом), и обратно превращает Андрэ в Красного Люма. Вскоре после этого, Рэйман и Глобокс возвращаются к той поляне, где они находились в самом начале. Глобокс, уже привыкший к Андрэ, делится своим горем с Рэйманом о возвращении Андрэ к Красным Люмам. Рэйман пытается утешить его, сказав, что действительно нет возможности вернуть Андрэ назад. Оба, посмеявшись, засыпают. В последующей сцене обнаруживается, что руки Рэймана являются «истинными врагами» в игре — они отделяются от него, пока он спит, и убегают, чтобы пойти попугать неподалёку Красного Лума. Испугавшийся Люм превращается обратно в Андрэ, причем еще более злого. Дальнейшая история уже рассказывается в игре для GBA Rayman: Hoodlums' Revenge (2005).

## Геймплей

Рэйман перемещается через портал

Геймплей остался почти неизменным со времен Rayman 2, дополнительный интерес в игру привносят следующие нововведения:
- Введены спецкостюмы. Раньше, например, чтобы зацепиться за крючок, надо было просто в него ударить в полете или в падении, но в новой игре для этого нужно отыскать специальный костюм (он обычно располагается поблизости от крючков), и только потом можно будет зацепиться. Ситуацию также осложняет их зависимость от времени: некоторые костюмы «живут» всего несколько секунд.
- Чтобы «надеть» спецкостюм, надо найти «консервную баночку» («консервы» — так их назвал Мёрфи, прочтя этикетку), их можно получить, уничтожая ключевых врагов, освобождая друзей или открывая секретные комнаты.
- На некоторых уровнях Рэйман должен достигнуть конца трассы или туннеля с помощью скейта или сноуборда, по пути собирая бонусные драгоценности.
- В специальных местах, чтобы попасть в труднодоступную зону, Рэйман может уменьшится в размере так, что он полностью оказывается в своей кроссовке в сидячем положении, а затем ехать на ней, как на автомобиле. Чтобы обратно увеличиться в размере, нужно поймать другую кроссовку, врезавшись в неё определённое количество раз.
- Перемещение между странами-мирами происходит в интерактивном сюрреалистическом туннеле, оформленном в стиле 60-х годов США.

## Персонажи

### Рэйман
Главный герой игры — протагонист. Основное действие происходит под его управлением. Впервые объясняется происхождение прически: она является волосяным покровом (раньше существовала версия «об ушах»). В игре практически не раскрывается характер Рэймана, в противовес другим персонажам, кои личности великолепно прорисованы.

### Глобокс
Второй главный герой и лучший друг Рэймана. «Огромная синяя жаба», — так часто описывают его многочисленные персонажи игры. Очень разговорчив. Всё время игры мы будем выслушивать его жалобы, стоны, крики, юморные мнения насчет чего-либо и т. д. Глобокс имеет «аллергию».. на сливовый сок (однако Андре пытается заставить выпить этот сок, что ему и удаётся), побочными эффектами которого являются «газовые глюты» (у Глобокса раздувается живот, он взлетает и парит над землей), «алкогольное» опьянение (вследствие чего он «храбреет» и даже принимает боевую стойку) и пузыри изо рта (по ним можно и нужно прыгать: они — важные элементы прохождения уровня). От врагов убегает, боится даже мелкого движения в кустах. Сюжет центрирован именно на Глобокса и его ««болезнь».. », а также его похищения (почти в каждом мире он умудряется попасть под руки врагам). Почти все время будет сопровождать Рэймана в путешествии.

### Мёрфи
Внешне напоминает большую жабу с крыльями мухи и с ртом в пол-лица. Дает советы по прохождению в начальных уровнях. Персонаж обучает игрока азам игры, при этом постоянно выходит из своей роли «друга Рэймана» и спорит с «Руководством игры» и менеджером проекта (по диалогу выясняется, что разговаривает Мёрфи по гарнитуре).

### Андрэ
Главный злодей. Как и другие злумы выглядит, как чёрная муха с огромным ртом, но, в отличие от своих собратьев, с руками. Поначалу раздражённый нелепой участью, вскоре начинает воспринимать Глобокса как «крепость», в котором удобно прятаться от врагов. Изнуряет Глобокса, заставляет его пить сливовый сок, подчиняя себе его тело. Андрэ и Глобокс, будучи неразлучными, всё время спорят и разговаривают, а Глобокс даже называет его «Энди» и не расстаётся с мыслью перевоспитать его.

### Разофф
Охотник из локации «Угрюмое Болото», с виду похожий не то на тинси, не то на большую бесхвостую ящерицу. Мечтает добавить шкурку Рэймана в коллекцию своих трофеев. Имеет особняк, в котором игроку предстоит побывать по мере прохождения игры. В его темницах обитает доброе чудовище, помогающее главгерою в главной битве с Разоффом, не давая упасть Реймену.

### Бегоньяк
Ведьма из локации «Угрюмое Болото». Превращает донимающих её окружающих в лягушек. Весьма романтична и влюблена в Разоффа, чего не скрывает. В одном из уровней Рэйман заставляет её открыть портал в предместья особняка Разоффа.

### Рефлюкс
Чемпион Кнааров, самый сильный воин своего народа. С ним Рэйман встречается и побеждает в сражении в Пустыне Кнааров. От пораженного Рефлюкса отворачиваются почти все одноплеменники, и этим пользуется Андрэ: он убеждает его выкрасть посох Лептиса (вождя Кнааров). Ему это удаётся, и Рефлюкс в самом конце, выполнив древний обряд на пике Башни Лептиса, соединяется с богом Кнааров. Достигнув огромной мощи, Рефлюкс всеми силами борется с Рэйманом, но в итоге погибает.
Интересно его собственное имя: оно означает (по химическим и физическим терминам) движение противоестественному.

### Лекари
- Отто Пси — стереотипный врач, лечит, имитируя игру на гитаре;
- Ромео Патти — хиппи, который лечит Глобокса, играя на животе, как на барабане;
- Гонзо — мастер восточной медицины, специалист по пустотам.

Лекари смогли вылечить Глобокса от паразитирования Андрэ только объединившись: никто не смог справиться с Андрэ в одиночку.

## Озвучивание
- Дэвид Гэзмен — Рэйман
- Джон Легуизамо — Глобокс
- Билли Уэст — Мёрфи
- Кен Старцевич — Андрэ
- Эрик Бауза — граф Разофф (в титрах не указан)[5]

## Оценки
| Сводный рейтинг       | Сводный рейтинг | Сводный рейтинг | Сводный рейтинг | Сводный рейтинг | Сводный рейтинг | Сводный рейтинг | Сводный рейтинг | Сводный рейтинг |
| Издание               | Оценка          | Оценка          | Оценка          | Оценка          | Оценка          | Оценка          | Оценка          | Оценка          |
| Издание               | GBA             | GC              | N-Gage          | PC              | PS2             | PS3             | Xbox            | Xbox 360        |
| --------------------- | --------------- | --------------- | --------------- | --------------- | --------------- | --------------- | --------------- | --------------- |
| GameRankings          | 82,34 %         | 78,08 %         | 81 %            | 78,31 %         | 80,19 %         | N/A             | 76,91 %         | 68,58 %         |
| Metacritic            | 83/100          | 77/100          | N/A             | 74/100          | 76/100          | 72/100          | 75/100          | 69/100          |
| Иноязычные издания    |                 |                 |                 |                 |                 |                 |                 |                 |
| Издание               | Оценка          | Оценка          | Оценка          | Оценка          | Оценка          | Оценка          | Оценка          | Оценка          |
| Издание               | GBA             | GC              | N-Gage          | PC              | PS2             | PS3             | Xbox            | Xbox 360        |
| ActionTrip            | N/A             | N/A             | N/A             | 8,5/10          | N/A             | N/A             | N/A             | N/A             |
| Game Informer         | N/A             | N/A             | N/A             | N/A             | N/A             | N/A             | 8,5/10          | N/A             |
| GameSpot              | N/A             | N/A             | N/A             | N/A             | 8,1/10          | N/A             | N/A             | N/A             |
| GameSpy               | N/A             | [ 20 ]          | N/A             | N/A             | N/A             | N/A             | N/A             | N/A             |
| IGN                   | N/A             | N/A             | N/A             | N/A             | 8,9/10          | N/A             | N/A             | N/A             |
| Game Critics          | N/A             | N/A             | N/A             | N/A             | 8,5/10          | N/A             | N/A             | N/A             |
| GameKiq               | N/A             | N/A             | N/A             | 9,4/10          | N/A             | N/A             | N/A             | N/A             |
| Nintendojo            | N/A             | N/A             | N/A             | N/A             | 9,5/10          | N/A             | N/A             | N/A             |
| Русскоязычные издания |                 |                 |                 |                 |                 |                 |                 |                 |
| Издание               | Оценка          | Оценка          | Оценка          | Оценка          | Оценка          | Оценка          | Оценка          | Оценка          |
| Издание               | GBA             | GC              | N-Gage          | PC              | PS2             | PS3             | Xbox            | Xbox 360        |
| Absolute Games        | N/A             | N/A             | N/A             | 70 %            | N/A             | N/A             | N/A             | N/A             |
| «Игромания»           | N/A             | N/A             | N/A             | 8,5/10          | N/A             | N/A             | N/A             | N/A             |
| «НИМ»                 | N/A             | N/A             | N/A             | 8,0/10          | N/A             | N/A             | N/A             | N/A             |

В основном, критика имела положительный характер, но отмечались несколько «повзрослевшие» диалоги героев, что не характерно для детской игры. В то же время восхвалялись производительный графический движок и общее техническое совершенство игры (никаких критических патчей выпущено не было).

## Отличия версий

### Java
Игра Rayman 3 была разработана компанией Gameloft для мобильных телефонов (также в игре была опция адаптирования управления под N-Gage) и являлась одной из первых игр, принесшей компании финансовый успех. Игра сделана как двумерный платформер, очень похожий на основоположника серии, но с особенностями оригинальной Rayman 3: пропеллер из волос, дистанционный удар рукой, дизайн и т. д.

### GBA/N-Gage
Версии игры для Game Boy Advance и N-Gage почти идентичны.
 Rayman 3 (2,5): Hoodlum Havoc была разработана Ubisoft как 2D-скролл платформер для карманных игровых консолей Game Boy Advance и N-Gage в ноябре 2003 года, но дату выхода сдерживали до марта 2004 в отличие от консольных- и PC-версий. 
 Игра известна в ряду поклонников как Rayman 2,5, поскольку она содержит различные сюжетные и дизайнерские элементы от «Hoodlum Havoc» и «Rayman 2».